# Адольфо Лопес Матеос
Адольфо Лопес Матеос (ісп. Adolfo López Mateos; 26 травня 1910, Атісапан-де-Сарагоса, штат Мехіко, — 22 вересня 1969, Мехіко) — мексиканський політичний і державний діяч, президент Мексики з 1 грудня 1958 по 30 листопада 1964 року, один з творців так званого Мексиканського економічного дива. Під час президентства він проводив внутрішню політику «стабілізованого розвитку», поєднуючи промислову модернізацію з розширенням соціальних програм та незалежну зовнішню політикою в умовах холодної війни.

## Біографія

### Ранні роки та освіта
Адольфо Лопес Матеос народився 26 травня 1909 року в місті Атісапан-де-Сарагоса (нині — Сьюдад-Лопес-Матеос, названий на його честь), штат Мехіко, у сім'ї стоматолога Маріано Герардо Лопеса та вчительки Єлени Матеос. Після смерті батька родина переїхала до Мехіко, де хлопець закінчив Науково-літературний інститут Толуки у 1929 році та згодом здобув ступінь бакалавра права в Національному автономному університеті Мексики.
Ще студентом Лопес Матеос підтримував кампанію Хосе Васконселоса проти переобрання Паскуаля Ортіса Рубіо в рамках «антизапобіжницького» руху й зазнав переслідувань з боку прихильників Плутарко Еліаса Кальєса. Після короткого вигнання до Гватемали він повернувся до Мексики.

### Політична кар'єра
У 1941 році вступив до Національно-революційної партії, яка згодом змінила назву на Інституційно-революційна партія (ІРП).
У 1940-х роках Лопес Матеос почав працювати у системі освіти та юстиції. Він був директором Інституту соціального страхування Мексики (IMSS), де зарекомендував себе як ефективний адміністратор. У 1946 році Лопес Матеос був обраний сенатором від штату Мехіко, де працював над питаннями освіти та праці до 1952 року.
З 1 грудня 1952 по 17 листопада 1957 Лопес Матеос обіймав посаду міністра праці й соціального забезпечення Мексики в адміністрації Адольфо Руїса Кортінеса, ініціювавши низку трудових реформ та створення перших елементів системи соціального захисту державних службовців.

### Президентство (1958—1964)

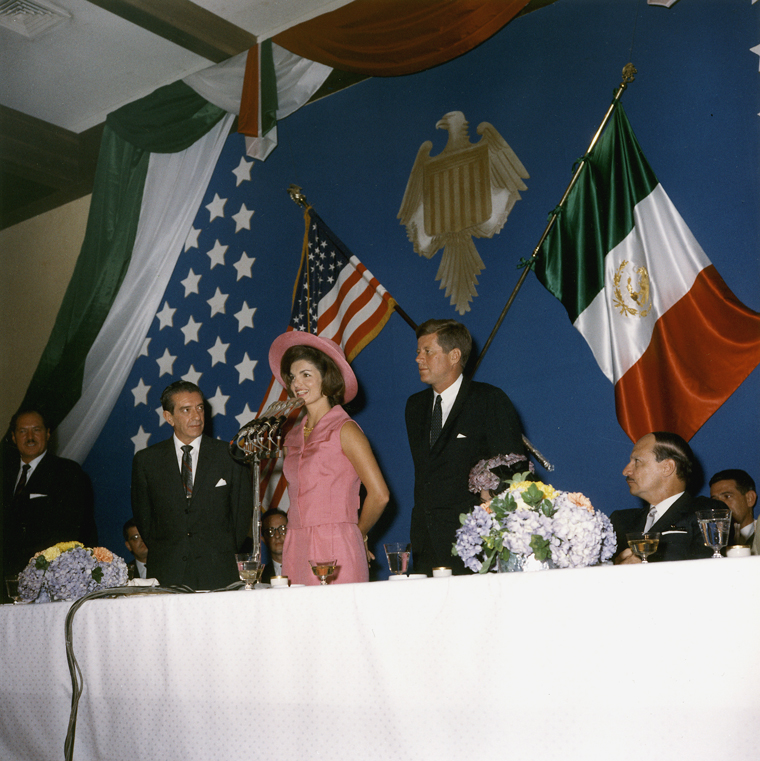
Лопес Матеос поруч з президентом США Джоном Кеннеді і його дружиною Жаклін Кеннеді під час їхнього візиту до Мексики в 1962 році.

У 1957 році Інституційно-революційна партія висунула його кандидатом у президенти, і в липні 1958 року він здобув перемогу на виборах, перемігши слабкого опонента від Партії національної дії (ПНА), Льюїса А. Альвареса, здобувши понад 90 % голосів. Інавгурація відбулася 1 грудня 1958 року. Він оголосив свій уряд «крайньо лівим у рамках конституції».

#### Внутрішня політика
За час його каденції економіка зростала в середньому на 6 % щороку при низькій інфляції, що отримало назву «Мексиканське диво». Водночас він продовжував курс на індустріалізацію, розвиваючи важку промисловість і покращуючи інфраструктуру.
Лопес Матеос активно підтримував профспілки, однак водночас тримав їх під політичним контролем. Він реалізував низку соціальних реформ, зокрема розширив систему соціального страхування, запровадив програми безкоштовного харчування у школах і розпочав масове будівництво житла.
Уряд Лопеса Матеоса створив Інститут соціального страхування й обслуговування державних службовців (ISSSTE), Національну комісію з безкоштовних підручників та Національний музей антропології. У 1960 році було націоналізовано електроенергетику, поклавши початок створенню державного холдингу Comisión Federal de Electricidad.

#### Зовнішня політика
Лопес Матеос дотримувався принципу невтручання, але успішно вирішив прикордонну суперечку із США щодо району Чамісаль. Він прагнув зберігати добрі стосунки з США, але водночас висловлював солідарність з Кубинською революцією та іншими визвольними рухами в Латинській Америці. У 1962 році, під час Карибської кризи, він відмовився розірвати дипломатичні стосунки з Кубою, чим продемонстрував незалежність від зовнішньополітичної лінії США. Натомість Мексика під його керівництвом відновила дипломатичні зв'язки з соціалістичними країнами, включаючи СРСР, Чехословаччину та Польщу.
У 1963 році Лопес Матеос відвідав Югославію, Індію, Індонезію та Єгипет, зустрівшись із провідними лідерами Руху неприєднання. Це сприяло укріпленню міжнародного авторитету Мексики.
Був одним із організаторів Договору Тлателолко (хоча підписання відбулося після його правління), що забороняє розміщення ядерної зброї в Латинській Америці.

### Пізні роки та смерть
Останні місяці на посаді президент виглядав хворим — йому діагностували кілька аневризм головного мозку. Після завершення терміну повноважень у 1964 році Лопес Матеос став головою Комітету з організації Олімпійських ігор 1968 року, але через проблеми зі здоров'ям незабаром відмовився від участі в організації Олімпіади.
У 1965 році переніс серйозний інсульт, після якого його стан здоров'я значно погіршився
. 22 вересня 1969 року Лопес Матеос помер у Мехіко в результаті ускладнень після аневризми. Похований у Пантеоні Гардін разом із дружиною Евою Самано.